# جان برایت (پژوهشگر کتاب مقدس)
جان برایت (انگلیسی: John Bright; ۲۵ سپتامبر ۱۹۰۸ – ۲۶ مارس ۱۹۹۵) مورخ، و الهی‌دان اهل ایالات متحده آمریکا بود. یک محقق آمریکایی کتاب مقدس و نویسنده چندین کتاب، از جمله کتاب تأثیرگذار تاریخ اسرائیل (۱۹۵۹) بود. او از نزدیک با مکتب آمریکایی نقد کتاب مقدس که ویلیام آلبرایت در آن پیشگام بود، مرتبط بود، که به دنبال تطبیق باستان‌شناسی برای دفاع از اعتبار کتاب مقدس، به‌ویژه کتاب مقدس قبلی عهد عتیق بود.